# Purenleon debilis
Purenleon debilis är en insektsart som först beskrevs av Gerstaecker 1894.  Purenleon debilis ingår i släktet Purenleon och familjen myrlejonsländor. Inga underarter finns listade i Catalogue of Life.